# Faizon Love
Langston Faizon Santisima (Santiago de Cuba, Cuba, 4 de junio de 1968), más conocido como Faizon Love, es una personalidad de televisión cubano-estadounidense conocida por ser la voz de Sweet Johnson en el videojuego Grand Theft Auto San Andreas.

## Filmografía

### Películas
| Año  | Título                                        | Personaje                             | Notas                   |
| ---- | --------------------------------------------- | ------------------------------------- | ----------------------- |
| 1992 | Bébé's Kids                                   | Robin Harris                          | Voz                     |
| 1993 | The Meteor Man                                | Maurice, Esposo de la mujer que grita |                         |
| 1994 | Fear of a Black Hat                           | Jam Boy                               |                         |
| 1995 | Friday                                        | Big Worm                              |                         |
| 1996 | Don't be a Menace                             | Rufus                                 |                         |
| 1996 | A Thin Line Between Love and Hate             | Manny                                 |                         |
| 1997 | B*A*P*S                                       | Tiger J                               |                         |
| 1997 | Money Talks                                   | Cellmate                              |                         |
| 1998 | The Players Club                              | Officer Peters                        |                         |
| 2000 | 3 Strikes                                     | Tone                                  |                         |
| 2000 | The Replacements                              | Jahmal Abdul Jackson                  |                         |
| 2001 | Made                                          | Horrace                               |                         |
| 2001 | Mr Bones                                      | Fats Pudbedder                        |                         |
| 2002 | Play'd: A Hip Hop Story                       | Domino Breed                          | Película de televisión  |
| 2002 | Blue Crush                                    | Leslie                                |                         |
| 2003 | Wonderland                                    | Greg Diles                            |                         |
| 2003 | The Fighting Temptations                      | Luther Washington                     |                         |
| 2003 | Elf                                           | Wanda, Gimbel's Manager               |                         |
| 2003 | Ride or Die                                   | David Rabinawitz                      | Vídeo                   |
| 2004 | Torque                                        | Sonny                                 |                         |
| 2005 | The Luau                                      | Hustle                                |                         |
| 2005 | Animal                                        | Double T                              | Vídeo                   |
| 2006 | Just My Luck                                  | Damon Phillips                        |                         |
| 2006 | All You've Got                                | Coach Harlan                          | Película de televisión  |
| 2006 | Idlewild                                      | Sunshine Ace                          |                         |
| 2007 | Who's Your Caddy?                             | Big Large                             |                         |
| 2007 | The Perfect Holiday                           | Jamal                                 |                         |
| 2008 | Of Boys and Men                               | Roman                                 |                         |
| 2008 | Days of Wrath                                 | Cash Flow                             |                         |
| 2009 | Why We Laugh: Black Comedians on Black Comedy | Él mismo                              | Documental              |
| 2009 | G.E.D.                                        | Bro. Hakeem                           |                         |
| 2009 | A Day in the Life                             | "Black" Ike Smith                     |                         |
| 2009 | Steppin: The Movie                            |                                       |                         |
| 2009 | Couples Retreat                               | Shane                                 |                         |
| 2010 | Life as We Know It                            | Taxista                               |                         |
| 2011 | Big Mommas: Like Father, Like Son             | Kurtis Kool                           |                         |
| 2011 | King of the Underground                       | Faizon                                |                         |
| 2011 | Zookeeper                                     | Bruce the Bear                        | Voz                     |
| 2011 | The Cookout 2                                 | David Turner                          | Película de televisión  |
| 2011 | Budz House                                    | Big Shitty                            |                         |
| 2011 | Shredd                                        | Nate                                  | Película de televisión  |
| 2012 | The Paperboy                                  | Comediante                            |                         |
| 2013 | White T                                       | Anthony                               |                         |
| 2014 | Matthew 18                                    | Lifton Tyler                          |                         |
| 2014 | Tell                                          | Dwight Johnson                        |                         |
| 2015 | November Rule                                 | Theo                                  |                         |
| 2015 | Brotherly Love                                | Tío Ron                               |                         |
| 2016 | She's Got a Plan                              | Dr. Funkman                           |                         |
| 2017 | Grow House                                    | Rollin Reg                            |                         |
| 2017 | Ripped                                        | Reeves                                |                         |
| 2018 | Dogstar: High School 2                        |                                       | Voz (versión en inglés) |
| 2020 | Bulletproof 2                                 | Jack Carter                           |                         |
| 2020 | The War with Grandpa                          | David                                 |                         |
| 2021 | Fuck Child Support the Animated Movie         | Sr. Mack                              | Corto                   |

### Televisión
| Año       | Título                            | Personaje                    | Notas                                                      |
| --------- | --------------------------------- | ---------------------------- | ---------------------------------------------------------- |
| 1989–1990 | L.A. Friday                       | Comediante                   | Serie de televisión                                        |
| 1992      | An Evening at the Improv          | Él mismo                     | Episodio: "#10.14"                                         |
| 1993      | Def Comedy Jam                    | Él mismo                     | Serie de televisión                                        |
| 1993      | Comic Justice                     | Él mismo                     | Serie de televisión                                        |
| 1995      | What a Cartoon!                   | Sledgehammer O' Possum       | Episodio: "Sledgehammer O'Possum: Out and About"           |
| 1995–1998 | The Parent 'Hood                  | Wendell Wilcox               | Temporada 1: recurrente; Temporadas 2–4: reparto principal |
| 1996      | The Wayans Bros.                  | Nigel Lovejoy                | Episodio: "Mama, I Wanna Act"                              |
| 2000      | Step to the Mic                   | Él mismo                     | Serie de televisión                                        |
| 2004      | The Big House                     | Warren Cleveland             | Reparto principal                                          |
| 2004      | That's So Raven                   | Cyrus                        | Episodio: "Radio Heads"                                    |
| 2007      | It's Always Sunny in Philadelphia | Entrenador                   | Episodio: "The Gang Gets Invincible"                       |
| 2009      | My Name Is Earl                   | Reverend Greene              | Episodio: "Gospel"                                         |
| 2009      | Black to the Future               | Él mismo                     | Serie de televisión                                        |
| 2013      | Mr. Box Office                    | Big Whane                    | Episodio: "There Goes the Neighborhood"                    |
| 2013–2016 | Real Husbands of Hollywood        | Él mismo                     | 9 episodios                                                |
| 2015–2017 | Black-ish                         | Sha                          | 2 episodios                                                |
| 2017      | The New Edition Story             | Maurice Starr                | Miniserie de televisión                                    |
| 2017      | Wild 'N Out                       | Él mismo / Capitán de equipo | Episodio: "Faizon Love/2 Milly"                            |
| 2017      | Hip Hop Squares                   | Él mismo / Panelista         | 3 episodios                                                |
| 2018      | Detroiters                        | Farmer Zack                  | Episodio: "Farmer Zack"                                    |
| 2018–2019 | Step Up: High Water               | Al Baker                     | Reparto principal                                          |

### Videojuego
| Año  | Título                        | Personaje            | Notas           |
| ---- | ----------------------------- | -------------------- | --------------- |
| 2004 | Grand Theft Auto: San Andreas | Sean "Sweet" Johnson | Voz. Videojuego |